# Nicefor Bryennius
Nicefor Bryennius (fiul) (în greacă Νικηφόρος Βρυέννιος / Nikēphoros Bryennios), cunoscut și sub numele de Nichifor Bryennios (n. 1062, la Orestias, Adrianopole – d. 1137, la Constantinopole), a fost un militar, om politic și istoric bizantin.

## Biografie
Nicefor Bryennius s-a născut la Orestias, la circa 100 de kilometri nord de Adrianopole. Tatăl său era Nicefor Bryennios, un strateg al armatei bizantine, pretendent la tronul imperial, general al împăratului Mihail VII Ducas.
Datorită cunoștințelor sale, era o persoană apreciată de contemporanii săi. Nicefor Bryennius fiind unul din favoriții monarhului a devenit ginerele împăratului bizantin Alexios I Comnen, prin căsătoria sa cu porfirogeneta Anna Comnena.
Bryennios sau Bryennius a apărat, cu succes, în anul 1097, orașul Constantinopol, care era asediat de cavalerii cruciați participanți la Prima cruciadă și care erau conduși de Godefroy de Bouillon. A condus tratativele de pace dintre cruciații aflați sub conducerea lui Bohemund de Tarent și împăratul bizantin Alexios I Comnen. Tratatul s-a încheiat prin Pacea de la Devol, în (1108).
A contribuit la înfrângerea turcilor selgiucizi de sub conducerea șahului Malik (1116).
A ajutat la urcarea pe tron a lui Ioan al II-lea Comnen, fiul lui Alexios I, împiedicând uzurparea tronului de către soacra lui Ioan al II-lea Comnen.
A participat la campania militară din Siria (1137), însă, din motive de sănătate, a trebuit să se reîntoarcă la Constantinopol, unde a murit în același an.

## Opera
- Nicefor Bryennius / Nichifor Bryennios a scris Istoria împăraților Isaac Comnen, Constantin Ducas, Roman Diogenes și Mihail Parapinace, de la 1057 până la 1071.